# Závadské skalky
Závadské skalky je přírodní památka v katastrálním území obce Závadka v okrese Gelnica v Košickém kraji na Slovensku. Území bylo vyhlášeno v roce 1987 a jeho rozloha je 3,89 hektaru. Předmětem ochrany je erodovaný fylitový skalní útvar.